# The Lawnmower Man
The Lawnmower Man (br: O Passageiro do Futuro) é um filme de ficção científica de terror, produzido nos Estados Unidos em 1992, co-escrito por Brett Leonard e Gimel Everett e dirigido por Brett Leonard.

- Versões anteriores do filme diziam que o filme era baseado no conto do famoso escritor Stephen King. King de fato escreveu um conto chamado no Brasil de "O Homem do Cortador de Gramas" (The Lawnmower Man) no livro Sombras da Noite (Night Shift) de 1978, mas ele é completamente diferente do assunto do filme. Stephen King processou os produtores do filme por tentarem associar o seu nome ao filme e declarou nos documentos judiciais que o filme "não tinha qualquer semelhança significativa" com sua história escrita no conto. Ele teve seu nome removido dos créditos do filme. O nome de King só foi removido quando foi ordenado que o estúdio lhe pagasse 10 mil dólares em indenizações.
- O total de cenas com efeitos especiais gerados por computador é de 8 minutos, elas foram feitas por sete pessoas em oito meses, com um orçamento de 500.000,00 dólares.

## Sinopse
O cientista Dr. Lawrence utiliza experiências com tecnologia para estudos governamentais e desenvolveu um sistema de "realidade virtual" e injeção de drogas, o qual realmente coloca o usuário no universo da informática. Jobe que é um jardineiro deficiente mental, é usado como cobaia, ligando o seu cérebro a um computador é sendo colocado no sistema virtual. Ele passa por um intenso programa de aprendizado, rapidamente ele desenvolve uma inteligência brilhante com poderes telepáticos e telecinéticos. Mas, nesse ponto, o jardineiro ganhou algumas ideias próprias sobre como a pesquisa deve continuar, e o Dr. Lawrence começa a perder o controle sobre a experiência e perigosos efeitos colaterais começam a aparecer no jardineiro.

## Elenco principal
| Elenco         | Personagem            |
| -------------- | --------------------- |
| Jeff Fahey     | Jobe Smith            |
| Pierce Brosnan | Dr. Lawrence Angelo   |
| Jeremy Slate   | Father Francis McKeen |
| Geoffrey Lewis | Terry McKeen          |
| Jenny Wright   | Marnie                |
| Austin O'Brien | Peter Parkette        |
| Dean Norris    | The Director          |